# 一团和气

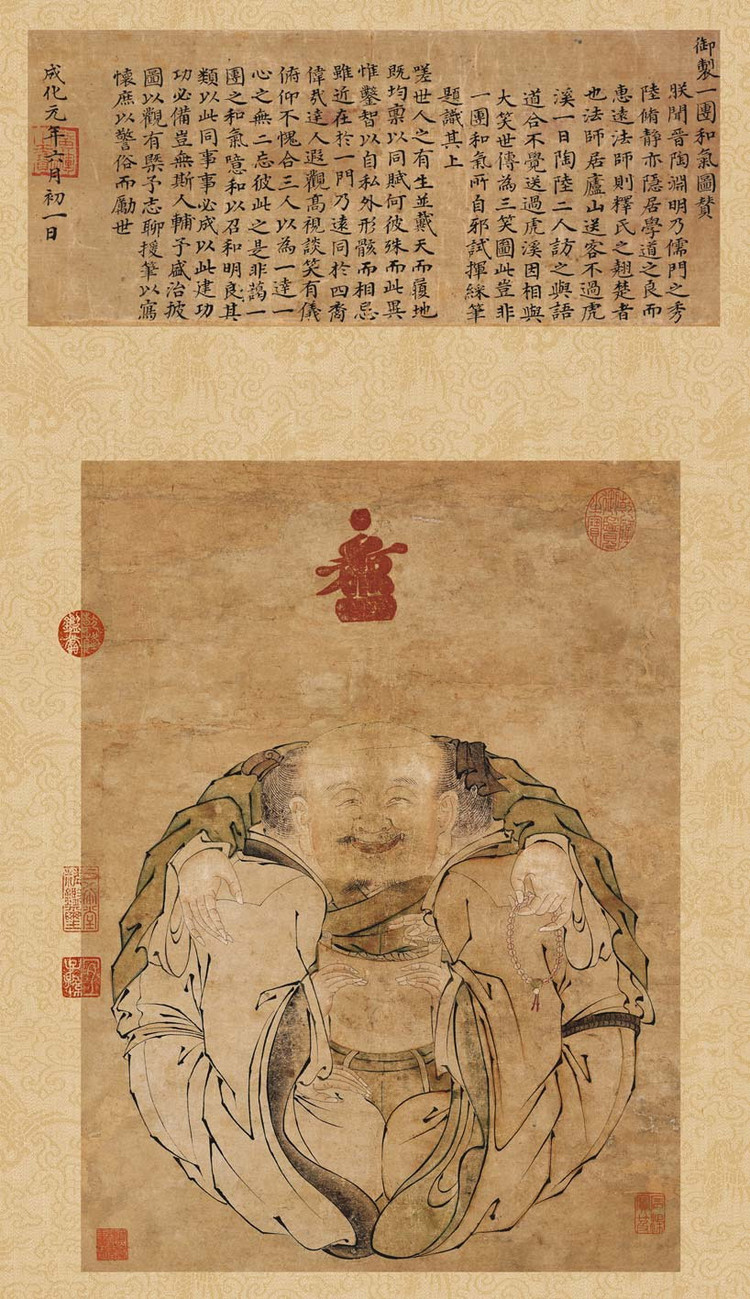
明憲宗朱見深作《一團和氣》

《一团和气》是一幅由明宪宗朱見深繪製的工筆畫，後來延伸出了許多年画与刺绣等版本。画中陶渊明、陆修静、慧远禅师三人环抱一团，状似弥勒佛，细看又为三人。左人着道冠，右人戴方巾，中间者手持念珠，作品体现了中国传统文化中三教合一的思想，与虎溪三笑图有异曲同工之妙。